# Segunda língua
Uma segunda língua (L2) é qualquer língua aprendida após a primeira língua ou língua materna (L1). Não é necessariamente uma língua que esta sendo numerada na ordem em que se é adquirida - o termo ‘’segunda’’ está para o que é distinto da língua materna. Diferente do conceito de Língua Estrangeira (LE), uma não primeira língua é aquela adquirida sob a necessidade de comunicação dentro do processo de socialização.
Segundo Karen Pupp Spinassé (2006), em seu artigo Os conceitos Língua Materna, Segunda Língua e Língua Estrangeira e os falantes de línguas alóctones minoritárias no Sul do Brasil, "para o domínio de uma SL é exigido que a comunicação seja diária e que a língua desempenhe um papel na integração em sociedade.  A aquisição de uma Segunda Língua e a aquisição de uma Língua Estrangeira assemelham-se no fato de serem desenvolvidas por indivíduos que já possuem habilidades linguísticas de fala, isto é, por alguém que possui outros pressupostos cognitivos e de organização do pensamento que aqueles usados para a aquisição da L1.  Uma diferenciação entre essas duas formas de aquisição de língua não materna baseia-se fundamentalmente no já citado papel ou função da SL na cultura do falante’’.   
É bem possível que o primeiro idioma que a pessoa aprenda possa não ser mais sua língua dominante, e sua segunda língua passe a ser a mais confortável de se usar. Por exemplo, o censo do Canadá define primeira língua propondo como "a primeira língua aprendida na infância e que continua a ser utilizada", reconhecendo que para alguns a língua mais antiga pode ser perdida num processo conhecido como atrito linguístico. Isso pode acontecer quando a criança pequena vai, com ou sem sua família (devido a imigração ou a adoção internacional), para um novo ambiente linguístico. Por este motivo, alguns linguistas  desaconselham o termo Língua Não Materna como termo geral para se referir à Segunda Língua (L2) e à Língua Estrangeira (LE).  

## Idade
De acordo com algumas pesquisas, a diferença distintiva entre uma primeira língua (L1) e uma segunda língua (L2) é a idade na qual a língua é aprendida. Por exemplo, o linguista Eric Lenneberg definiu segunda língua como uma língua adquirida conscientemente ou usada por seu falante depois da puberdade. Na maioria dos casos, as pessoas nunca alcançam o mesmo nível ou fluência e compreensão em suas segundas línguas como ocorre com a primeira língua. Esses fatos costumam ser associados com a Hipótese do Período Crítico.
Na aquisição de L2, Hyltenstam (1992) achou que algo em torno de 6 a 7 anos parecia ser um prazo final para bilíngues alcançarem o grau de proficiência “como de um nativo”. Depois dessa idade, os estudantes poderiam conseguir um grau “próximo como de um nativo”, mas essa língua iria ter bastantes erros que fariam com que se a fixasse separadamente do grupo L1. A incapacidade de alguns dos assuntos para alcançar a proficiência como de um nativo precisa ser vista em relação à idade inicial. "A idade de 6 a 8 faz parecer ser um período importante na distinção entre “próximo como de um nativo” e “como de um nativo” em último entendimento... Mais especificamente, pode-se sugerir que a idade inicial interage com a frequência e a intensidade do uso da língua" (Hyltenstam, 1992, p. 364).
Depois, Hyltenstam e Abrahamsson (2003) modificaram a ideia do prazo etário, discutindo que depois da infância, em geral, torna-se mais e mais difícil adquirir a “como de um nativo”, porém não havendo um prazo final particularmente. Além disso, eles discutiram diversos casos em que uma L2 como nativa era adquirida mesmo durante a fase adulta.

## Aquisição da Segunda Língua

## Português como Segunda Língua
Os séculos XIX e XX foram marcados por grandes ondas de imigração para o Brasil: só entre 1819 e 1947, o Brasil registrou 4.903.991 imigrantes. Trabalhadores de diversas nacionalidades naturalmente se depararam com a necessidade de aprender a língua portuguesa para integração à comunidade local. Começava aí a demanda de desenvolvimento desse campo que só foi se fazer atendida recentemente, quando pesquisas acadêmicas começam timidamente a ser desenvolvidas e métodos de ensinos a ser elaborados. A ausência de políticas públicas para o ensino de português como segunda língua ocasionou que no Brasil fosse registrada uma iniciativa singular de escolas comunitárias de imigrantes, além ser o país com maior número de escolas étnicas na América.
Além de imigrantes, a comunidade surda tem papel expressivo dentre as que utilizam o português como segunda língua.  A pós a aprovação da Lei de Libras (2002), a língua de sinais brasileira (Libras) passou a ter status de língua, e o surdo hoje tem direito ao acesso à sua língua natural (considerada como primeira língua), que é ponto de partida para qualquer outra aprendizagem. A modalidade escrita da língua portuguesa passa então a ocupar o papel de segunda língua, e entra na vida do surdo apenas após a alfabetização em libras, idealmente. O status de segunda língua do português nesse caso representa uma conquista para a comunidade, que milita pelo direito do surdo à sua própria língua.